# Municipio de Lincoln (condado de Newton, Indiana)
El municipio de Lincoln (en inglés: Lincoln Township) es un municipio ubicado en el condado de Newton en el estado estadounidense de Indiana. En el año 2010 tenía una población de 4480 habitantes y una densidad poblacional de 40,65 personas por km².

## Geografía
El municipio de Lincoln se encuentra ubicado en las coordenadas 41°8′10″N 87°19′32″O / 41.13611, -87.32556. Según la Oficina del Censo de los Estados Unidos, el municipio tiene una superficie total de 110.22 km², de la cual 109,8 km² corresponden a tierra firme y (0,38 %) 0,42 km² es agua.

## Demografía
Según el censo de 2010, había 4480 personas residiendo en el municipio de Lincoln. La densidad de población era de 40,65 hab./km². De los 4480 habitantes, el municipio de Lincoln estaba compuesto por el 96,79 % blancos, el 0,4 % eran afroamericanos, el 0,31 % eran amerindios, el 0,31 % eran asiáticos, el 0,94 % eran de otras razas y el 1,25 % eran de una mezcla de razas. Del total de la población el 4,49 % eran hispanos o latinos de cualquier raza.